# Klas Pontus Arnoldson
Klas Pontus Arnoldson (Gotemburgo, 27 de outubro de 1844 — Estocolmo, 20 de fevereiro de 1916) foi um escritor e jornalista sueco. Recebeu o Nobel da Paz em 1908, fundador da Sociedade Sueca para a Paz e a Arbitragem. Sepultado no Norra begravningsplatsen.
Arnoldson tornou-se um funcionário da estrada de ferro e foi promovido a chefe da estação (1871-1881) mas em seguida deixou a estrada de ferro para dedicar-se inteiramente à política. Em 1881 foi eleito para o Riksdag, o Parlamento sueco. Pacifista apaixonadamente dedicado, Arnoldson suportou a neutralidade dos países nórdicos e em 1883, ajudou a fundar a associação sueca para a paz e conciliação.
A partir de 1890, quando o conflito entre a Noruega e a Suécia foi crítico, Arnoldson usou todos os seus poderes, incluindo o seu dom para inspirar, em uma tentativa de formar a opinião pública em ambos os países a favor de uma solução pacífica. Em 1905 viu o resultado de seu trabalho na dissolução da União mutuamente acordado.